# 산책로
산책로(trail, 문화어: 거님길)는 산책을 할 수 있는 길이다.

## 사진

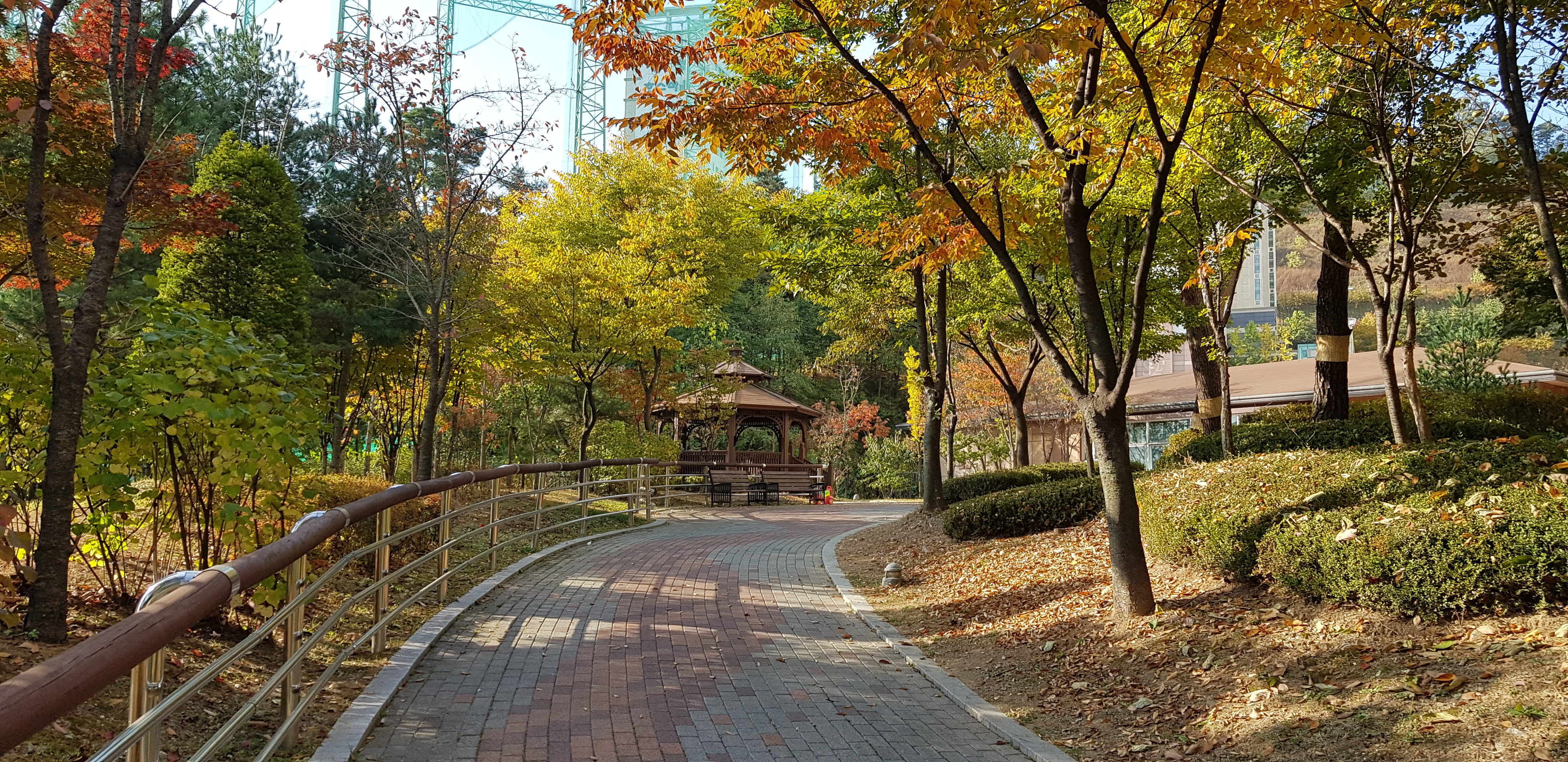
하갈동 청명산 가는 산책로
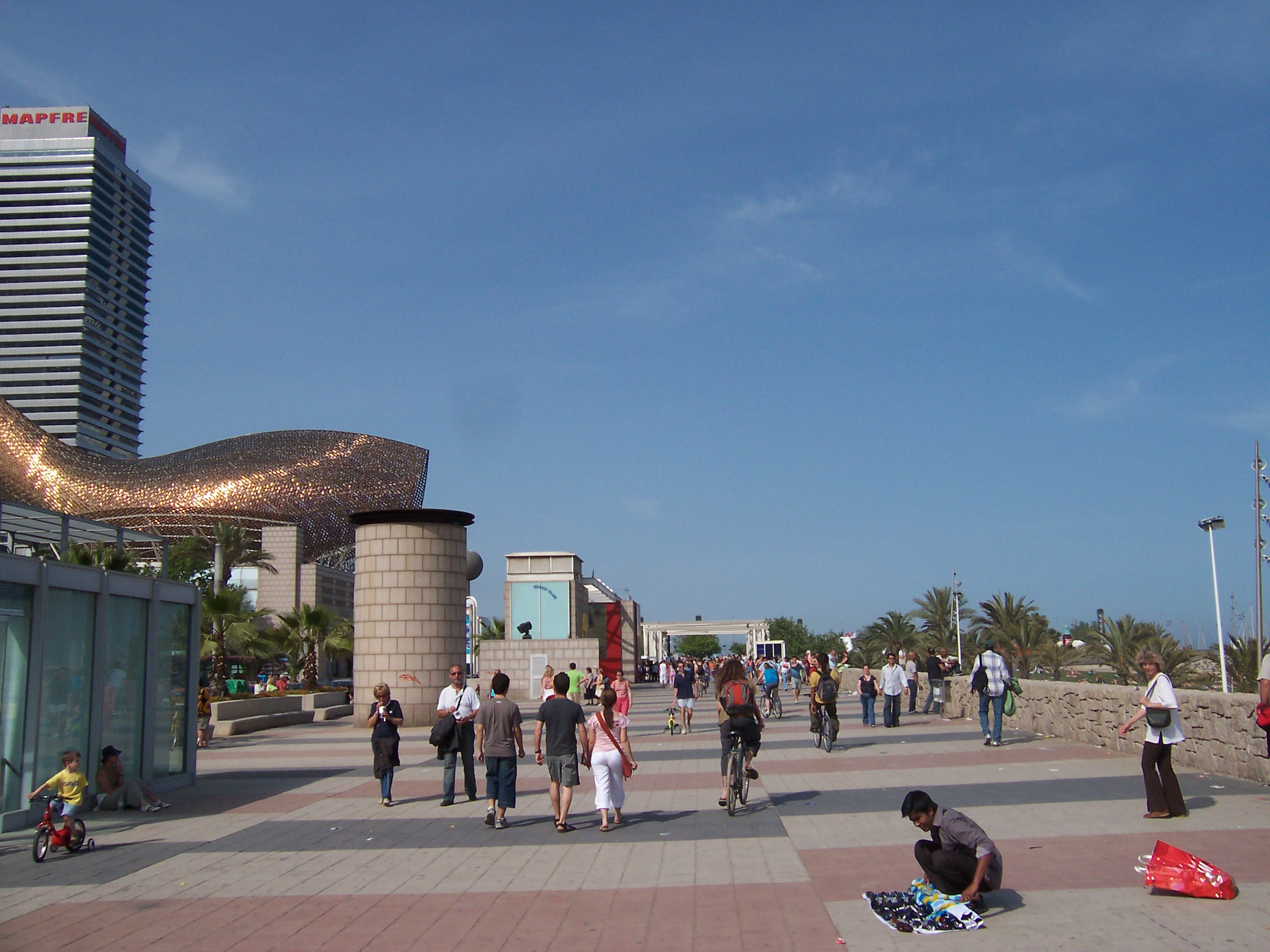
바르셀로나의 산책로
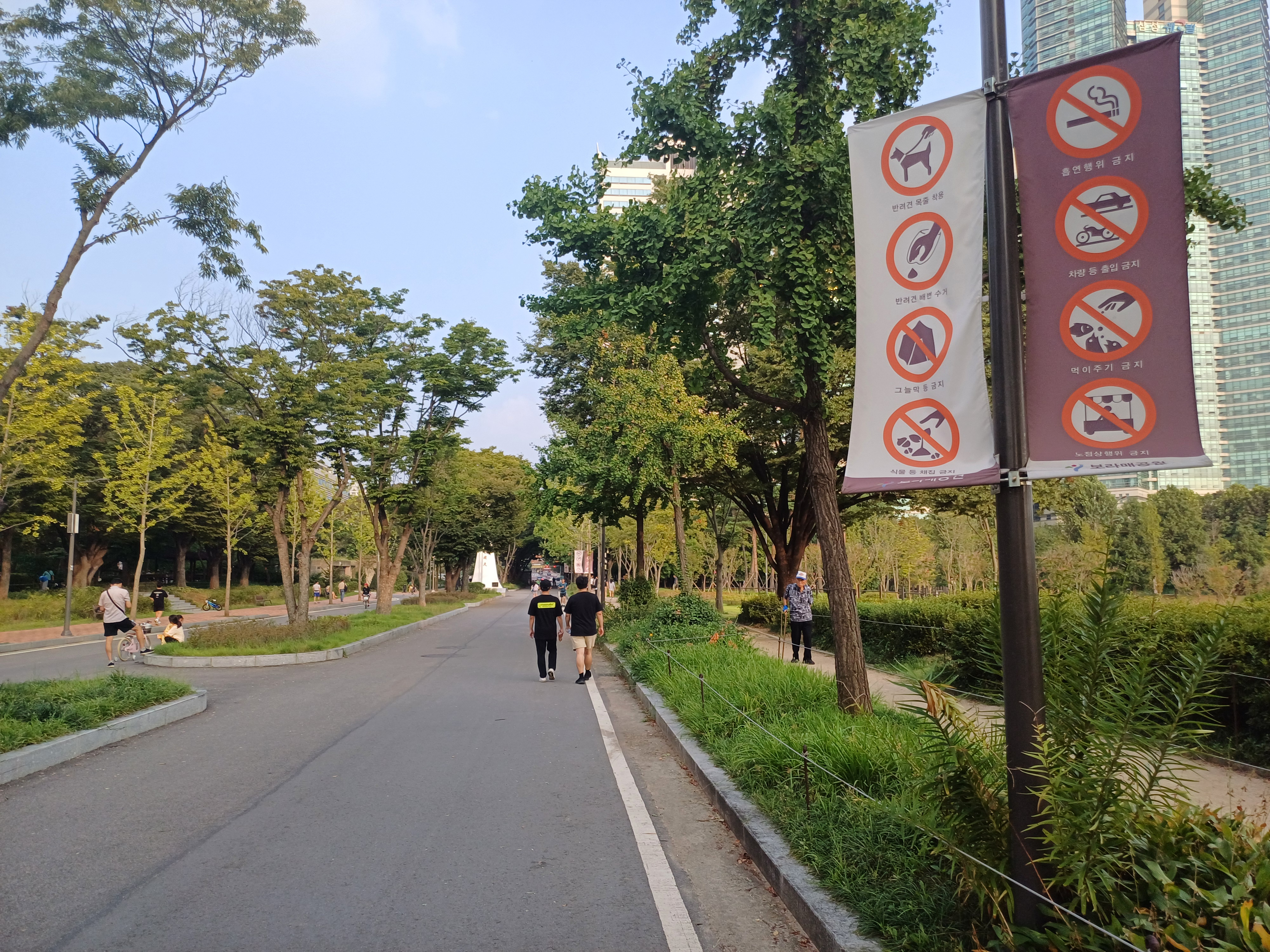
보라매공원의 산책로